# Golan (région géographique)
Cette page contient des caractères spéciaux ou non latins. S’ils s’affichent mal (▯, ?, etc.), consultez la page d’aide Unicode.
Cet article concerne la région géographique. Pour le territoire administré par la Syrie, voir Gouvernorat de Qouneitra. Pour le territoire occupé par Israël, voir Plateau du Golan. Pour les autres sens du nom, voir Golan.
Le Golan, hauteurs du Golan ou plateau du Golan, en arabe الجولان, al-Jūlān, en hébreu גולן, Golan, est un plateau d'Asie situé au sud du mont Hermon, au nord-est du lac de Tibériade et au nord du Yarmouk. De jure entièrement en Syrie, il est de facto administré par la Syrie, Israël et l'ONU.
Le plateau du Golan est la source principale d'approvisionnement en eau du lac de Tibériade et du Jourdain. Il est réputé pour son agriculture et ses vignobles. Sa population avoisine les 52 000 habitants pour une superficie de 1 800 km2. À la suite de la guerre des Six Jours, il est occupé par Israël dans sa partie occidentale au sein d'un territoire nommé « Plateau du Golan », tandis que sa partie orientale demeure sous administration syrienne, au sein des gouvernorats de Deraa, Qouneitra et Rif Dimachq, l'ONU déployant une force d'observation dans le no man's land le long de la ligne de cessez-le-feu.

## Toponymie
Le Golan est mentionné dans la Torah : Deutéronome 4:43, Josué 20:8, 1 Chroniques 6:71.
Dans la Mishna, le nom est mentionné comme Gablān.
Les versions arabisées de « Golan » sont Jawlān et Djolan (arabe : جولان).

## Géographie
Le plateau du Golan est situé dans l'Ouest de l'Asie, dans le centre du Proche-Orient. Il mesure environ 55 kilomètres du nord au sud et d'est en ouest pour une superficie de 1 800 km2. Ses frontières naturelles sont au nord le mont Hermon, point culminant de la chaîne de l'Anti-Liban, à l'ouest la dépression du cours supérieur du Jourdain, correspondant à la vallée de la Houla, et du lac de Tibériade, au sud la vallée encaissée du Yarmouk ; au sud-est et à l'est, ses limites sont imprécises, il se prolonge par un seuil le séparant du Djebel el-Druze situé au sud-est et à l'est, il laisse progressivement sa place à une dépression et des collines où se trouve entre autres la ville de Damas.
Il constitue un horst oriental de la faille du Levant qui s'étire du nord au sud entre le mont Liban et la mer Rouge ; la vallée du rift du Jourdain le sépare à l'ouest des monts de Galilée. De ce fait, son rebord occidental est relativement abrupt par rapport à ses frontières méridionales, orientales et septentrionales. Il est parsemé de nombreux cratères volcaniques dont la plupart le traversent en un alignement orienté nord-nord-ouest-sud-sud-est. Cette activité géologique est à l'origine de son sol basaltique propice à l'agriculture. Les géographes grecs et arabes parlaient déjà de son importance stratégique, encore valable du fait de sa situation au carrefour de quatre pays (Syrie, Liban, Israël et Jordanie).

## Administration
La région est au centre d'un contentieux territorial entre Israël et la Syrie.
De jure, le plateau est intégralement situé dans les frontières internationales syriennes, au sein de son gouvernorat de Qouneitra ainsi qu'une petite partie de ceux de Deraa et de Rif Dimachq.
Cependant, depuis la signature de l'accord sur le désengagement signé le 31 mai 1974, Israël administre de facto son tiers occidental en l'intégrant à son district Nord tandis que la Force des Nations unies chargée d'observer le désengagement de l'ONU se déploie entre les deux camps le long de la ligne de cessez-le-feu. Cette présence israélienne en Syrie est largement condamnée par la communauté internationale qui appelle au respect territorial de la Syrie et au retrait israélien dans une situation de statu quo ante bellum.

## Histoire

### Préhistoire
Les fouilles faites sur le site moustérien de Biq'at Quneitra ont montré que le plateau a autrefois accueilli une riche faune préhistorique, incluant de grands mammifères tels que rhinocéros (1 % des ossements), des chevaux sauvages (31 % des ossements, avec Equus caballus mais aussi un autre équin, proche du zèbre (Equus hydruntinus/mauritanicus), de grands bovidés (aurochs probablement) qui constituent 41 % des ossements trouvés, des gazelles (11 %), une espèce de daim (Dama mesopotamica 8 %), des cerfs (Cervus elaphus, 7 %), quelques rares restes de caprins (1 %) avec des restes de carnivores (lions, loups) ainsi que de tortues. Nombre de ces ossements portent des traces montrant qu'ils ont été tués ou mangés par l'Homme.
Ces grands mammifères ont rapidement disparu avec l'arrivée des populations humaines en commençant par les plus grandes espèces jusqu'à ce qu'il ne reste plus que de petites gazelles à l'épipaléolithique (toute fin de la période préhistorique), comme souvent ailleurs au Moyen-Orient où les restes de foyers préhistoriques montrent que ce sont alors surtout de petites espèces (oiseaux et poissons) qui sont exploitées par les chasseurs-cueilleurs de l'époque, après qu'ils ont probablement exterminé les grandes espèces dans et autour de leurs lieux de vie et de chasse.
Alors que le climat semble devenir plus sec, la domestication des animaux apparait.

### Antiquité
Avant même la conquête du pays de Canaan par Josué, ce territoire alors habité par les Amorrites est conquis par les Hébreux sous la direction de Moïse. Le Golan est ensuite donné à la tribu de Manassé. Perdu à l'époque des Juges, le roi David en refait la conquête et l'intègre au royaume d'Israël. Par la suite, la possession du plateau alterne au fil des guerres entre les Israélites et les Araméens de Damas. Le Golan et sa capitale Gamla jouent un rôle central dans la Guerre des Juifs de Flavius Josèphe. Il donne son nom à un chef de la révolte contre les Romains, Judas le Galiléen dit aussi « le Golanite »[réf. nécessaire].

### Empire ottoman
À la fin du XIXe siècle, l'Empire ottoman installe sur le plateau du Golan des familles de Circassiens, un terme désignant à l'époque des réfugiés musulmans de diverses ethnies du Caucase (Circassiens (Tcherkesses ou Adyguéens), Abazines, voire Daghestanis et Kumyks, sauf les Tchétchènes, considérés comme un groupe distinct) conquis par l'Empire russe dans le but d'en faire un poste avancé pour contrôler les Bédouins arabes, rétifs à toute autorité. Ces familles fondent la ville de Qouneitra, comme d'autres fonderont celle d'Amman. À l'époque, la région est également peuplée de Druzes avec quelques villages d'autres communautés, notamment des Alaouites.

### Période mandataire
Le mouvement sioniste revendique rapidement le Golan comme partie du foyer national juif prévu en Palestine par la Déclaration Balfour.
À la fin des années 1930, certains Circassiens caressent pareillement l'idée d'établir au Golan un foyer national circassien ; d'autres choisissent le camp des nationalistes arabes syriens qui demandent la fin du mandat français en Syrie et des divisions territoriales introduites par celui-ci. Le rêve d'un État ou d'une entité autonome sur les hauteurs du plateau ne se concrétisera jamais au profit d'une région au sein du territoire de la Syrie.

### Au sein de la République de Syrie (1946-1967)
Après avoir été repoussées par la Haganah, les troupes syriennes sont positionnées sur le Golan. Entre 1948 et 1967, le plateau sert de base à des  bombardements réguliers d'artillerie et aux infiltrations de combattants palestiniens (Saïda) ou syriens  guérilla contre les villages israéliens situés en contrebas.

### Occupation par Israël de la partie occidentale

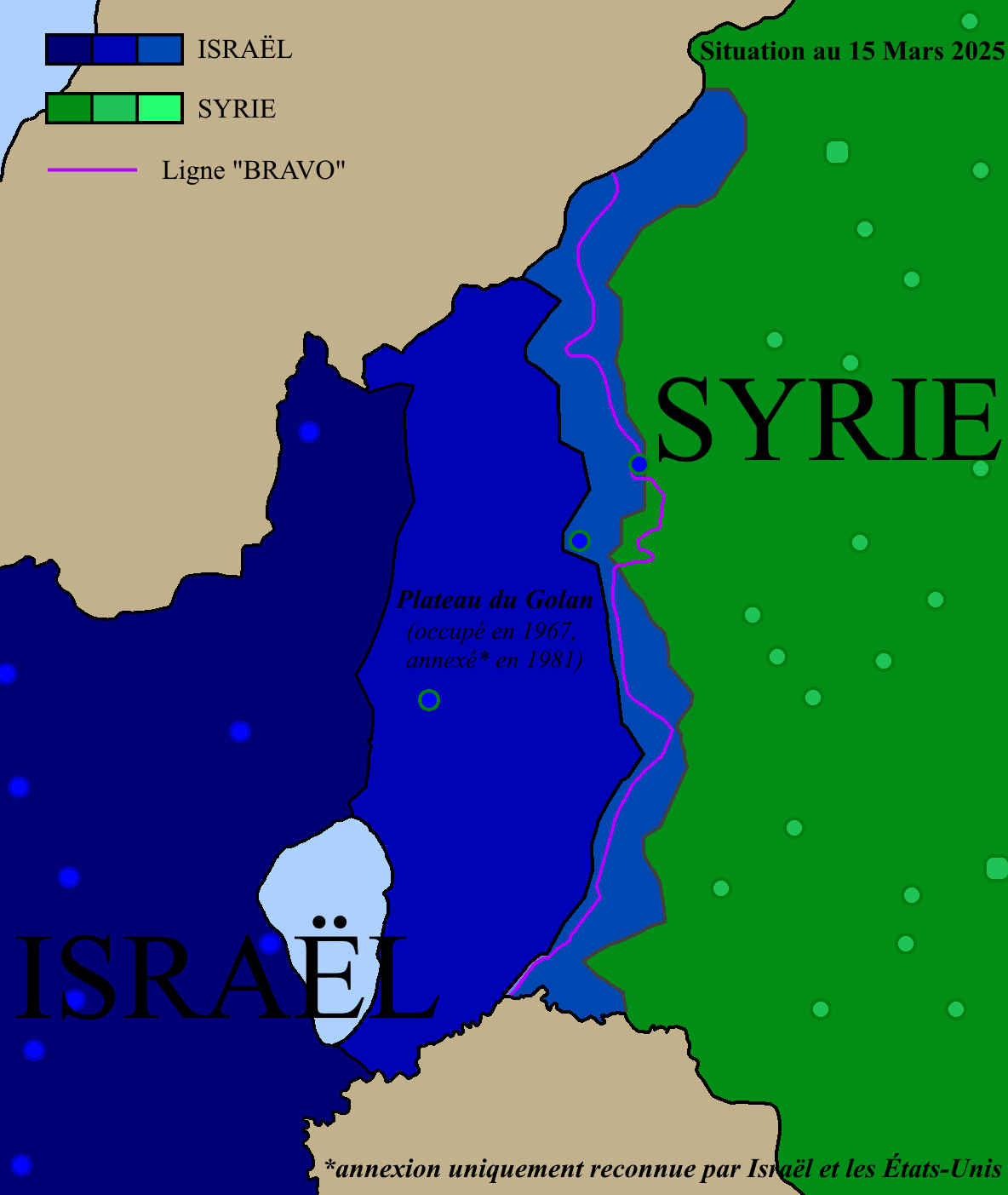
Extension de l'occupation israélienne en Syrie depuis 2024, couvrant également la quasi-totalité de l'ancienne zone démilitarisée.

À la suite de la guerre des Six Jours en 1967 et de la guerre du Kippour en 1973, Israël occupe une partie de la Syrie. Sous le nom de « Plateau du Golan », ce territoire de jure syrien mais de facto contrôlé par Israël est constitué de la partie orientale de la vallée de la Houla et du lac de Tibériade ainsi que du tiers occidental du plateau du Golan.
Cette situation politique post bellum est dénoncée par une très grande majorité de la communauté internationale et condamnée par une résolution 242 du Conseil de sécurité des Nations unies qui appellent au respect territorial de la Syrie et au retrait israélien dans une situation de statu quo ante bellum. Avec la résolution 350 , l'ONU déploie une force d'observation dans le no man's land le long de la ligne de cessez-le-feu.

## Démographie
L'une des principales villes du Golan est Qouneitra, au centre du plateau, avec environ 40 000 habitants.
En 2023, environ 22 000 Druzes et 32 000 colons israéliens vivent dans la partie du plateau occupée par les Israéliens.

## Économie
L'économie est axée sur l'agriculture. Le plateau du Golan est particulièrement réputé pour ses pommes, son eau de source et son vin primé internationalement. Un tiers de la production vinicole israélienne provient de cette région. Le meilleur cru est le domaine de Bashan, qui fait un vin totalement « biologique ». La production d'huile d'olive est également très réputée. C'est également une vieille région d'élevage puisque 40 % de la viande consommée en Israël en provient.
Aujourd'hui, c'est surtout la question de l'eau qui est au cœur de l'agenda politique israélien et régional. Une partie des affluents du Jourdain trouvent leur source sur le plateau et 35 % de l'alimentation aquifère du pays proviennent de cette région.